# Catherine de Valois-Courtenay
Pour les articles homonymes, voir Catherine de Valois.
Catherine II de Valois-Courtenay (1303 - 20 septembre 1346) est une impératrice titulaire de Constantinople, fille de Charles de France, comte de Valois, et de Catherine de Courtenay.

## Biographie
Très jeune, elle fut fiancée à Hugues V, duc de Bourgogne, mais à la mort de sa mère en 1307, son père se rendit compte qu'elle n'avait pas de fils et que Catherine II était l'héritière du titre d'empereur latin de Constantinople. Charles de Valois préféra avoir un gendre capable de reconquérir Constantinople et entreprit de faire rompre les fiançailles.
Elle épousa à Fontainebleau en 1313 Philippe d'Anjou, prince de Tarente (1278-1332), fils du roi de Naples Charles II et de Marie de Hongrie. Ils eurent quatre enfants :
- Robert (1315-1364), prince de Tarente et d'Achaïe, marié en 1347 à Marie de Bourbon (1315-1387) ;
- Louis (1320-1362), roi de Naples ;
- Marguerite (1325-1380), mariée en 1352 à François des Baux (1330-1422), duc d'Andria ;
- Philippe II (1329-1374), prince de Tarente.

## Dans la fiction
Dans la nouvelle Jeanne de Naples, Alexandre Dumas en fait un personnage phare des intrigues auliques de Naples. Avide, cupide, traîtresse, dangereuse, elle est présentée comme une femme de pouvoir qui veut absolument mettre un de ses fils sur le trône de Naples : 

Extrait :
« Catherine ne se posséda pas de joie en voyant étalés à ses pieds des vases d’un travail exquis et d’une richesse prodigieuse, des écrins de perles, de diamants et de rubis d’une valeur incalculable, des coffres remplis de lingots d’or et toutes ces merveilles asiatiques qui dépassent les rêves de l’imagination la plus somptueusement effrénée. Mais lorsque le vieillard, d’une voix tremblante, insista pour obtenir au prix de sa fortune et de sa vie la liberté de son fils, l’impératrice, reprenant son impitoyable froideur, lui répondit durement :
— J’ai déjà donné l’ordre qu’on amène ici votre fils. Mais préparez-vous à lui faire vos adieux éternels, car il va être dirigé sur la forteresse de Melfi, et vous, selon toutes probabilités, vous finirez vos jours au fond du château de Sainte-Agathe.».